# Messiansk judendom

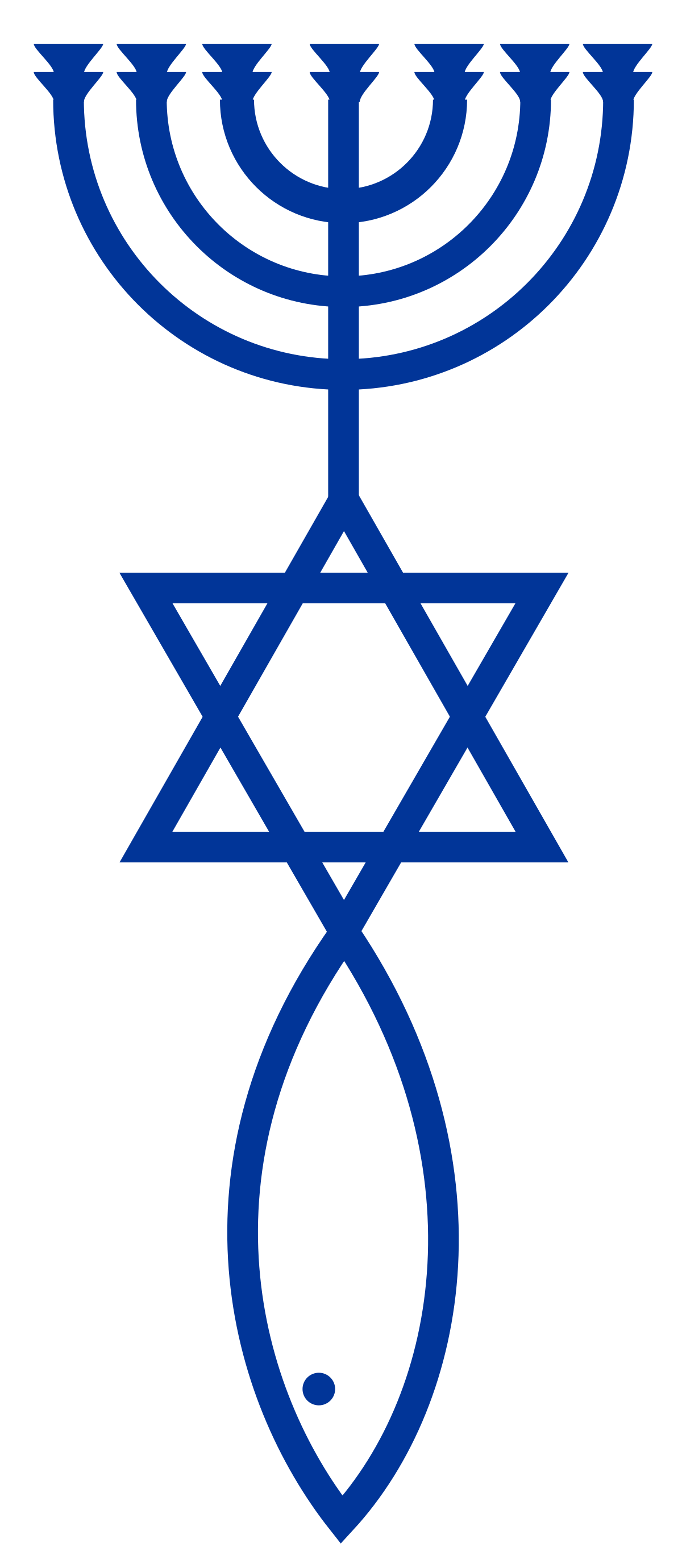
En populär symbol för messiansk judendom.

Messiansk judendom är en synkretisk judisk / kristen rörelse , inom vilken Yeshua (Jesus) anses vara den judiska Messias (הַמָשִׁיחַ; ha-Mashiach). Enligt den messianska judendomens tro var rörelsen etablerad av Yeshuas första lärjungar. Efteråt hävdas stor antisemitisk förföljelse skett under det Romerska imperiet, vilket ska ha lett till skapandet av dess av-judaiserade form, i dag kallad kristendom. Messiansk judendom kom till under 1960- och 1970-talen. Till skillnad från kristendom lär messiansk judendom ut att tro på Yeshua bör leda till en inkorporering av den troende i Guds folk, det vill säga konvertering till judendom och en förändrad livsstil i enlighet med Guds Torah. 
Namnet messiansk har även använts av kristna grupper som inkorporerar element av judendom och judisk kultur. Detta har också kallats messiansk kristendom eller messiansk tro.  Namnet messiansk judendom ses också användas av judar som valt att konvertera till kristendom . Andra etniska judar refererar till sig själva på hebreiska som maaminim (troende), och inte konvertiter, samt yehudim (judar) och inte notmrim (kristna). Judiska organisationer och Israels högsta domstol har avslagit detta anspråk i ärenden som rör lagen om återvändande och anser i stället att den messianska judendomen är en form av kristendom. Åsikterna är dock delade och en studie från 2013 visade att 34% av Amerikanska judar tycker att det är möjligt att vara judisk och samtidigt tro att Jesus/ Yeshua är Messias .    
Anhängare av messiansk judendom tror att Jesus är den judiska Messias och "Sonen" (en hypostas i treenighetsläran) och att den hebreiska Bibeln, Gamla testamentet och Nya testamentet alla är auktoritativa skrifter. Frälsning inom messiansk judendom uppnås endast genom acceptans av Jesus som sin frälsare, och judiska lagar eller seder som följs bidrar inte till frälsning.
Från 2003 till 2007 växte rörelsen från 150 messianska församlingar i USA till 438 stycken, med över 100 i Israel. Församlingar är ofta anslutna till större messianska organisationer eller allianser. Enligt 2012 års folkräkning var mellan 175 000 och 250 000 medlemmar i USA, mellan 10 000 och 20 000 medlemmar i Israel och globalt sett cirka 350 000.